# 警察庁から来た男
『警察庁から来た男』（けいさつちょうからきたおとこ）は、佐々木譲による日本の警察小説。
「笑う警官」に続く、“道警シリーズ”の第2作である。

## あらすじ
「前作」から8か月後以上経過している。道警本部生活安全部に、警察庁から特別監察が入る。キャリア監察官の藤川は、郡司事件以来、腐敗が一掃され浄化されたはずの道警に、第二・第三の郡司の影を感じているらしい。人身売買されたタイ人少女が、交番に助けを求めたにもかかわらず暴力団に引き渡された事件・風俗店から転落死した男性が早々に事故死扱いにされた事件・すすきのの一斉摘発で大した成果が上がらなかった件、藤川は、生活安全部に暴力団と癒着している者がいるのでは、と疑念を抱き、かつて郡司事件で“うたった”ことのある津久井に監察の協力を要請する。
同じ頃佐伯は、転落死した男性の父親が息子の事件の再捜査を求めて道警を訪れた後、ホテルで部屋荒らしに遭うが、何も被害がない、という奇妙な事件を担当することに。佐伯はこれを「再捜査をするな」という警告と受け取る。
「タイ人少女の売春組織」、かつて津久井と佐伯がタッグを組みおとり捜査をし、失敗した事件。今回の2つの事件は根幹であの事件と繋がっていると感じた佐伯は、事件の謎を追い始める。

## 登場人物

### 主要人物
佐伯 宏一（さえき こういち）
大通署刑事第一課盗犯係。階級は警部補。婦人警官殺しで不正規な捜査を行ったが、支持してくれる警官たちも多かったため、おおっぴらには処分されなかった。しかし本来なら係長の地位にあるにもかかわらず、新宮と共に「特別対応班」というチームのリーダーにさせられ、単純で小さな事件ばかりを担当させられるようになった。
キャリアに対しては妙な偏見を持っており、藤川の話を聞いた時は「嫌みなくそキャリア」と決めつけていた。その藤川に小島が「監察を受けた」と聞いた時は多いに怒っている。
ホテルでの部屋荒らし事件を担当したところ、被害に遭ったのが「萌えっ子クラブで事故死した男の父親」だと判明。父親は再捜査を求めて大通署を訪れ、その帰りに部屋に遭っていた。この部屋荒らしが「嗅ぎ回るな」という警告だと見た佐伯は、新宮と共に再捜査に踏み切る。
新宮 昌樹（しんぐう まさき）
大通署刑事第一課盗犯係。階級は巡査。佐伯の唯一の部下で、婦警殺し以来、彼を尊敬し深く信頼している。また、元々は稚内署地域課から異動してきた身であるため、大通署刑事課にいられるだけでも満足している。
今作では聞き込み中、女の子にナンパな態度を取ったり、佐伯のおごりとはいえ高いものを食べようとして止められるなどコミカルな面が描かれた。一方で犯人一味には激しい怒りを見せるなどシリアスな面も見られた。クライマックスでは津久井らと合流し、佐伯の予想を裏切る形で見事に職務をやり遂げている。
津久井 卓（つくい すぐる）
道警警察学校総務係営繕担当。階級は巡査部長。昨年、百条委員会で道警の数々の不正を“うたった（証言した）”ため、警察学校に配属され、総務（ようは雑用）を担当させられてしまう。これまでのキャリアを全く生かせない報復人事をくらったものの、正しいことをしたという誇りと自尊心は失っていない。しかしそれも8か月もすると退屈に感じており、そんな時に藤川から道警の腐敗を洗い出すサポートを頼まれる。
基本的には敬語敬称で話し冷静さを失わない性格だが、今作では悪党に対して酷薄な態度を見せるという面が描かれた。
佐伯とは7年前、人身売買組織の摘発でコンビを組んだ間柄。今でも信頼関係は強く残り、佐伯のことは「優秀な捜査員」と述べている。
藤川 春也（ふじかわ はるや）
警察庁長官官房監察官室。30代半ば。階級は警視正。キャリア。時間にルーズな男が嫌い。
あえて嫌みな態度を取ることもあるが、本質的には正義感の強い人物である。露骨な持ち上げや接待は嫌っているが「自然に接待を受けるのもキャリアの資質」と割り切っている。
しかし、「下」の人間の心情を斟酌しないところがあり、「退職後の就職先なんて気にするほどか？」と無邪気に言って周囲を凍りつかせている。
「萌えっ子クラブの不審な転落事故死」「交番に保護を求めたタイ人少女が警察官によって暴力団に引き渡された」という問題を知り、道警の腐敗を感じ取り監察に訪れる。そこで道警の不正をうたった津久井の正義感を見込み、今回の観察の協力者に指名した。始めは津久井や小島から信用がなかったが、次第にどういう人物か理解されて行き信頼を深めていった。
クライマックスでは事件の結末を見届けるべく津久井と共に行動を起こし、その正義感をいかんなく発揮させた。それを見た佐伯からも「監察官グッジョブ！」と褒め称えられた。
種田 良雄（たねだ よしお）
警察庁長官官房監察官室主査。50代。ノンキャリア。藤川の部下。書類の精査にかけては警察庁一と言われており、どんな不整合も矛盾点も見逃さない。
大人しそうな顔をしているがかなりのやり手であり、藤川からの信頼も厚い。津久井は「感情を表に出さない男」と見ている。
小島 百合（こじま ゆり）
大通署生活安全課総務係。階級は巡査。かつて剣道で道警代表になったことがある。パソコンの扱いに詳しいことから藤川から道警に潜む腐敗を改めるべく協力を求められる。
今作では物語後半までストーリーに絡んで来ないため出番は少ない。
前作にて深く関わった佐伯とは両想いのようであるが、お互いにはっきりとした態度はとれないでいる。

### 警察関係者
鹿島 浩三（かしま こうぞう）
大通署生活安全課の刑事。階級は警部補。土木作業員が着るような厚手のヤッケを着ている。今泉の主張をデタラメだと決め付け暴行したところ、「薄野イエローストリート」の記者に写真を撮られてしまう。
『巡査の休日』にも同名の人物が登場しているが別人である。
河野 春彦（こうの はるひこ）
薄野交番勤務。階級は巡査部長。薄野特別捜査隊。津久井とは知り合い。
永見（ながみ）
河野の同僚。階級は巡査。
田上（たがみ）
鑑識担当。階級は巡査。
長野 由美（ながの ゆみ）
道警本部の受付カウンター職員。津久井とは顔見知り。
奥野 康夫（おくの やすお）
道警本部長。最近の不祥事で度々ニュースに出ていた。
広畑 賢三（ひろはた けんぞう）
道警本部秘書室長。
山岸 数馬（やまぎし かずま）
警察学校長。津久井の今の上司。定年間近。ノンキャリアながら警視正まで昇り詰めた苦労人。今でも彼を慕う後輩は多い。
韮崎（にらさき）
道警本部生活安全部長。
米原（よねはら）
津久井と同じ生活安全部にいた捜査員。
杉野 武司（すぎの たけし）
札幌方面大通署生活安全第一課長。階級は警部。
井上（いのうえ）
大通署刑事第一課の課長補佐。佐伯の上司。佐伯に説得され、今回の殺人事件の捜査参加を認める。暴力団に同姓同名の人物がいるが無関係。
川本（かわもと）
大通署鑑識担当。階級は巡査。
平本（ひらもと）
大通署刑事課強行犯係。50代。階級は巡査部長。物腰が柔らかく、人当たりが良いため、苦情や抗議の対応を任せられている。
野々村 大地（ののむら だいち）
大通署地域課の警官。27歳。タイ人少女が逃げ込んで来た日、環状通り派出所の日勤だった。ナンタワン・ヤーンを暴力団に引き渡したとされる人物。
松島（まつしま）
大通署刑事課の女性職員。課のマスコット・ガール的存在。

### その他
酒巻 純子（さかまき じゅんこ）
女性人権会議ジャパン札幌事務所（NPO団体）の理事。昨年、人身売買されたタイ人の少女ナンタワンを助けようとした。
ナンタワン・ヤーン
16歳のタイ人の少女。二年前、祖国から日本へと売り飛ばされてきた人身売買の被害者。酒巻順子の手引きで暴力団のもとから逃げ出すも、追い詰められ、交番に駆け込む。だが暴力団に引き渡されてしまう。その後、自力で逃げ出し、東京のタイ大使館に駆け込む。これが海外で問題として取りざたされ、長官が総理から御叱りを受けたため藤川が動くこととなった。
栗林 啓一（くりばやし けいいち）
大総開発興業福岡支店の営業マン。風俗店「萌えっ子クラブ」からの請求でトイレに逃げ込んだところ、窓から脱出しようとして転落死する。「事故死」と報じられたが信用している者はほとんどおらず、これが海外で問題として取りざたされ、長官が総理から御叱りを受けたため藤川が動くこととなった。
中野 勝幸（なかの かつゆき）
忘年会会場からの移動中、立小便をしようとしたら、すぐそばに人が落ちてきた。
今泉（いまいずみ）
栗林が転落したぼったくりバー・萌えっ子クラブの店長。栗林は金を払わずにトイレから逃げようとして落ちた、と主張する。
若森 秀雄（わかもり ひでお）
萌えっ子クラブの黒服。サングラスをかけた体格のいい男。
栗林 正晴（くりばやし まさはる）
電気工務店を経営する初老の男性。滞在中のホテルで部屋荒らしの被害に遭うが、盗られたものはなかった。風俗店から転落死した栗林啓一の父親。息子の死が納得できないとして、再捜査を求める。検察審査会に訴える覚悟を伝える。
西原 拓馬（にしはら たくま）
薄野でメイド・カフェ「ピンクボタン」を営業する。以前はすすきので風俗店を営業していたが、一斉摘発で何度も引っかかり、メイド・カフェに鞍替えした。一斉摘発に不信感を抱いている。
中野 亜矢（なかの あや）
ピンクボタンの店員。転落事故があった頃に、萌えっ子クラブに勤めていた。新宮の好みのタイプ。
鮎川 幹夫（あゆかわ みきお）
品の良さと文学趣味の特集記事が売りのタウン誌『月刊すすきのタウンガイド』の編集長。風俗店の広告も扱うライバル誌『薄野イエローストリート』ができて以来、休刊が続いている。佐伯とは知り合い。